# 406308 Nanwai
406308 Nanwai è un asteroide della fascia principale. Scoperto nel 2007, presenta un'orbita caratterizzata da un semiasse maggiore pari a 3,1357987 au e da un'eccentricità di 0,1818186, inclinata di 10,61009° rispetto all'eclittica.